# Vorógovo (Krasnoiarsk)
|  | Per a altres significats, vegeu «Vorógovo». |

Vorógovo (en rus: Ворогово) és un poble del krai de Krasnoiarsk, a Rússia, que en el cens del 2010 tenia 856 habitants.